# Thelymyia saltuum
Thelymyia saltuum är en tvåvingeart som först beskrevs av Johann Wilhelm Meigen 1824.  Thelymyia saltuum ingår i släktet Thelymyia och familjen parasitflugor. Arten är reproducerande i Sverige. Inga underarter finns listade i Catalogue of Life.